# Махмуди, Багдади
Багдади Али Махмуд (араб. البغدادي علي المحمودي‎; род. 1 июля 1945, Эз-Завия) — ливийский политический и государственный деятель. Генеральный секретарь Высшего народного комитета (2006—2011).
По специальности акушер-гинеколог. В ливийском руководстве отвечал за здравоохранение, в июне 2003 стал заместителем секретаря Высшего народного комитета, с 5 марта 2006 — секретарь Высшего народного комитета Ливии, сменив Шукри Ганема.
Основными направлениями его по преимуществу технической деятельности на этом посту являются развитие железных дорог и создание сети каналов Великая рукотворная река.
23 августа 2011 года во время битвы за Триполи бежал на остров Джерба (Тунис), а 1 сентября заявил о поддержке НПС Ливийской Республики. В июне 2012 года экстрадирован в Ливию.
В июле 2015 года вместе с другими высокопоставленными обвиняемыми приговорён к смертной казни через расстрел.
В январе 2022 года Багдади Махмуд был заключен в тюрьму в Ливии после экстрадиции Тунисом в 2012 году. Он собирается подать жалобу на Тунис в ливийские учреждения и в международный уголовный суд..